# Uromyces erythronii
Uromyces erythronii är en svampart som först beskrevs av Augustin Pyrame de Candolle, och fick sitt nu gällande namn av Giovanni Passerini 1867. Uromyces erythronii ingår i släktet Uromyces och familjen Pucciniaceae.   Inga underarter finns listade i Catalogue of Life.